# Lasiopetalum parvuliflorum
Lasiopetalum parvuliflorum är en malvaväxtart som beskrevs av Ferdinand von Mueller. Lasiopetalum parvuliflorum ingår i släktet Lasiopetalum och familjen malvaväxter. Inga underarter finns listade i Catalogue of Life.